# Bernay-en-Ponthieu
Bernay-en-Ponthieu és un municipi francès situat al departament del Somme i a la regió dels Alts de França. L'any 2007 tenia 241 habitants.

## Demografia

### Població
El 2007 la població de fet de Bernay-en-Ponthieu era de 241 persones. Hi havia 98 famílies de les quals 24 eren unipersonals (16 homes vivint sols i 8 dones vivint soles), 27 parelles sense fills, 35 parelles amb fills i 12 famílies monoparentals amb fills.
La població ha evolucionat segons el següent gràfic:
Habitants censats

### Habitatges

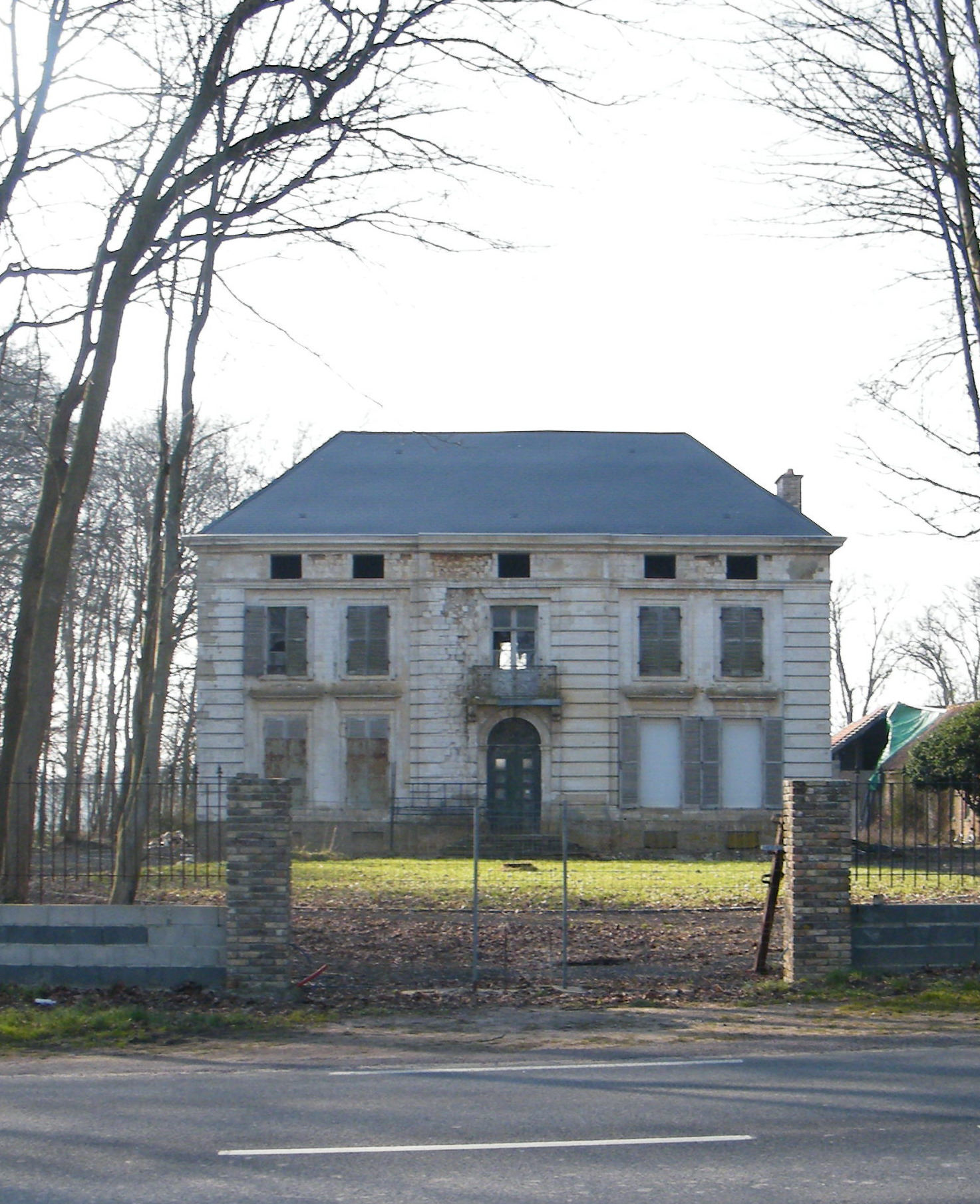
castell blanc

El 2007 hi havia 140 habitatges, 93 eren l'habitatge principal de la família, 37 eren segones residències i 10 estaven desocupats. Tots els 135 habitatges eren cases. Dels 93 habitatges principals, 74 estaven ocupats pels seus propietaris, 16 estaven llogats i ocupats pels llogaters i 3 estaven cedits a títol gratuït; 2 tenien una cambra, 4 en tenien dues, 15 en tenien tres, 21 en tenien quatre i 52 en tenien cinc o més. 62 habitatges disposaven pel capbaix d'una plaça de pàrquing. A 40 habitatges hi havia un automòbil i a 37 n'hi havia dos o més.

### Piràmide de població

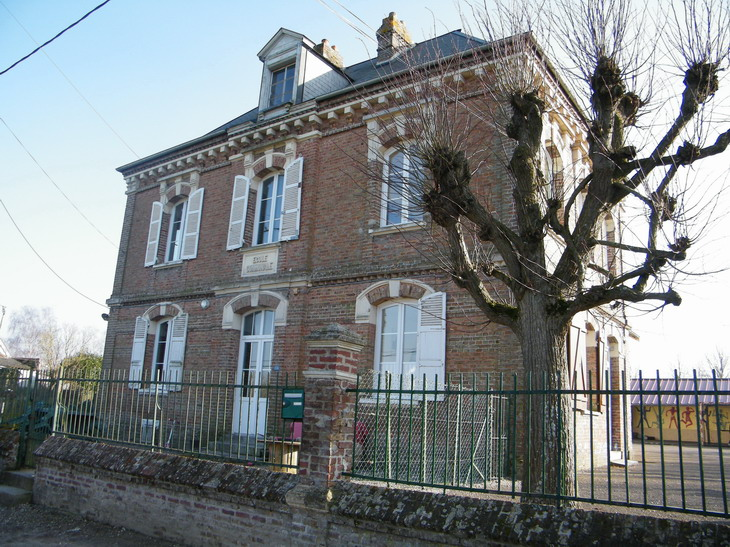
escola

La piràmide de població per edats i sexe el 2009 era:
| Homes | Edats   | Dones |
| ----- | ------- | ----- |
| 0     | 95 o +  | 0     |
| 0     | 90 a 94 | 0     |
| 0     | 85 a 89 | 0     |
| 0     | 80 a 84 | 0     |
| 4     | 75 a 79 | 4     |
| 4     | 70 a 74 | 8     |
| 8     | 65 a 69 | 16    |
| 12    | 60 a 64 | 8     |
| 8     | 55 a 59 | 4     |
| 8     | 50 a 54 | 0     |
| 4     | 45 a 49 | 8     |
| 8     | 40 a 44 | 16    |
| 8     | 35 a 39 | 0     |
| 8     | 30 a 34 | 8     |
| 4     | 25 a 29 | 0     |
| 0     | 20 a 24 | 0     |
| 12    | 15 a 19 | 12    |
| 4     | 10 a 14 | 8     |
| 4     | 5 a 9   | 0     |
| 8     | 0 a 4   | 12    |

## Economia
El 2007 la població en edat de treballar era de 148 persones, 104 eren actives i 44 eren inactives. De les 104 persones actives 95 estaven ocupades (54 homes i 41 dones) i 9 estaven aturades (4 homes i 5 dones). De les 44 persones inactives 13 estaven jubilades, 9 estaven estudiant i 22 estaven classificades com a «altres inactius».

### Ingressos

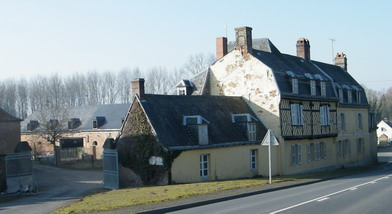
poste

El 2009 a Bernay-en-Ponthieu hi havia 94 unitats fiscals que integraven 245 persones, la mediana anual d'ingressos fiscals per persona era de 14.909 €.

### Activitats econòmiques
Dels 5 establiments que hi havia el 2007, 1 era d'una empresa de construcció, 2 d'empreses de comerç i reparació d'automòbils i 2 d'empreses immobiliàries.
L'únic servei als particulars que hi havia el 2009 era una lampisteria.
L'any 2000 a Bernay-en-Ponthieu hi havia 5 explotacions agrícoles que ocupaven un total de 420 hectàrees.

## Equipaments sanitaris i escolars
El 2009 hi havia una escola elemental integrada dins d'un grup escolar amb les comunes properes formant una escola dispersa.

## Poblacions més properes

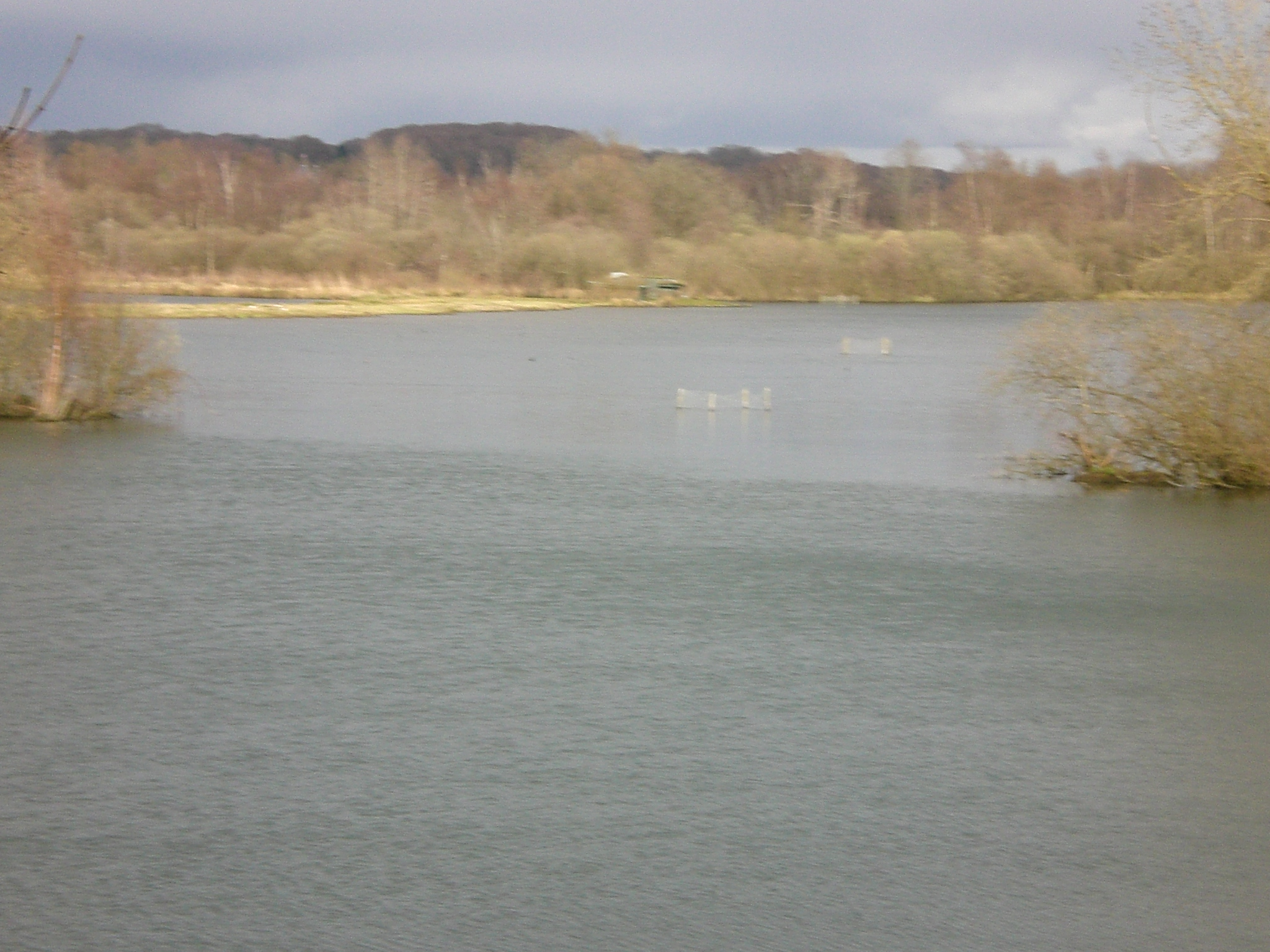
Aiguamolls de la Maye

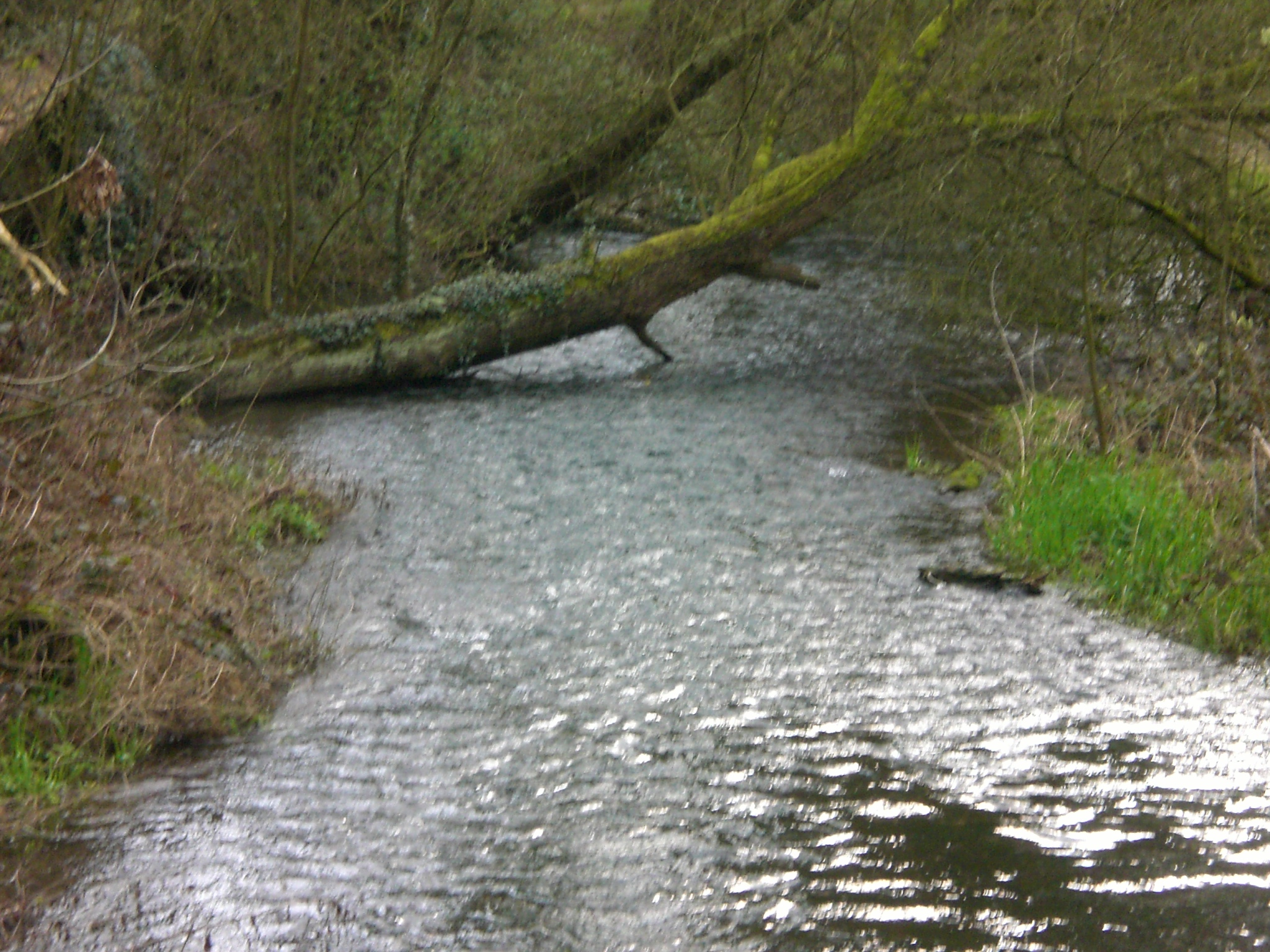
La maye

El següent diagrama mostra les poblacions més properes.